# ひさうちみちお
ひさうち みちお（1951年11月17日 - ）は、日本の漫画家、イラストレーター、エッセイスト、俳優。京都府京都市出身。本名は久内 道夫（読み同じ）。

## 経歴
1972年、河合玲デザイン研究所を修了。1976年に、『パースペクティブ・キッド』が「ガロ」の新人賞に入選し、以後は同誌を中心に漫画作品を発表した。作画には製図ペンを用いる。『理髪店主の悲しみ』は2002年に映画化された。また、俳優として笑殺軍団リリパットアーミーや、映画・CMなどに出演している。
2010年4月より京都精華大学の特任教授に就任。

## 刊行本リスト

### 漫画作品
- 罪と罰 （けいせい出版 1980年6月）
- オーロラ 森の奥の永い睦言 （ブロンズ新社 1981年5月）
- 山本さん家（ち）の場合に於るアソコの不幸に就て （チャンネルゼロ（プレイガイドジャーナル） 1982年2月）
- 100万人のマスチゲン（青林堂 1982年11月）
- オシャカ （青林堂 1983年3月）
- 向日町の午後の秘事 （風門社 1983年7月）
- 白鳥の湖 （けいせい出版 1984年3月）
- アポクリファ （ブロンズ新社 1984年6月）
- 山田章博＆ひさうちみちお大全集 スーパーアートコミック2人集 （山田章博、ひさうちみちお 東京三世社 1984年11月）
- 日本の一番ジャングルな日 （立風書房 1984年11月）
- ラビリンス （ブロンズ新社 1985年2月）
- 理髪店主のかなしみ （双葉社 1985年11月）
- 福音書 奇跡の性生活 （双葉社 1985年12月）
- 人生の並木路 （河出書房新社 1986年4月）
- 義経の赤い春 （角川書店 1987年11月）
- 夢の贈物 （東京三世社 1992年8月）
- パースペクティブキッド （青林堂 1993年7月）
- 天馬博士の愛の渇き （松文館 1993年12月）
- 眠りの森の美女 （松文館 1994年6月）
- 唄の上手な娘 （青林堂 1994年12月）
- 悪魔が夜来る （青林工藝舎 1999年4月）
- 托卵 （青林工藝舎 2001年11月）
- 精G 母と子の絆 （青林工藝舎 2007年9月）

### エッセイ
- 泣き笑い立身出世劇場 （駸々堂出版 1984年8月）
- 恥ずかしん坊万歳 （風門社 1985年5月）
- メイド・イン・ジャポン （大和書房 1986年9月）
- 大阪呑気大事典 大阪オールスターズ編（多数の執筆者と共著 JICC出版局（編集チャンネルゼロ） 1988年8月）
- 正しいお変態本 過激でどーもスミマセン！ （ベストセラーズ 1988年10月 のち文庫）
- 日本人の営み 下腹集中コース （ベストセラーズ 1994年2月）
- 正しいお痴漢本 恐縮ですが、さわらずにはいられません （サンマーク出版 1995年12月）
- ひさうちみちおの妄想辞典 （河出書房新社 1996年6月）
- 性少年時代 （チャンネルゼロ 1996年12月）
- しりとり対談 （中島らも、ひさうちみちお 講談社 1997年5月）
- 一部の人には正しくほとんどの人には正しくない生き方 （講談社 1998年2月）
- ひさうちせんせの人生ノ相談 （アスペクト 2001年10月）
- ひさうちせんせのHの學校 （京阪神エルマガジン社 2010年9月）

### イラスト担当
- イラスト西洋哲学史 （小阪修平 JICC出版局 1984年3月 のち宝島社文庫）
- 色単 現代色単語辞典 （竹熊健太郎、庄内良助（友成純一） 群雄社出版 1984年1月）
- 大人養成講座 （石原壮一郎 扶桑社 1993年4月 のち文庫）
- 大人の女養成講座 （石原壮一郎 扶桑社 1993年12月 のち文庫）
- 情報狂時代 （山崎浩一 小学館 1994年10月）
- 大人の恋愛養成講座 （石原壮一郎 扶桑社 1995年10月 のち文庫）
- 学校の犬 （伊佐山ひろ子 エー・ジー出版 1996年11月）
- 複眼思考の独習帳 （山崎浩一 学陽書房 2000年4月）
- 千語一語物語 （山崎浩一 実業之日本社 2002年9月）
- こうしろ! 未来のクラシック 茂木大輔の予言・提言・夢と現実 （茂木大輔 ヤマハミュージックメディア 2003年11月）
- 哲學者に訊け! 大人の男女関係・その叡智と真実 （石原壮一郎 集英社インターナショナル 2004年5月）
- イケズの構造 （入江敦彦 新潮社 2005年2月）

### 関連書
- ひさうちみちお研究1 オトコはつらいよっ 愛の不毛について（ひさうちみちおとゆかいな仲間たち シンデレラ 1985年6月）
- ひさうちみちお研究2 スケベはつらいよっ 愛の多忙について（ひさうちみちおとゆかいな仲間たち シンデレラ 1985年10月）

## 漫画作品年表
1976年
- パースペクティブキッド 男爵の執意のおこり　(ガロ、8月号)

1977年
- パースペクティブキッド 膝蓋腱反射　(ガロ、1・2月合併号)

1978年
- パースペクティブキッド ラパンナジールの愛の冒険　(ガロ、5月号)
- パースペクティブキッド ヒツジカイ　(JUNE、10月号)
- パースペクティブキッド 鬼の秋　(JUNE、12月号)

1979年
- パースペクティブキッド 心中　(JUNE、2月号)
- パースペクティブキッド ラパンナジールの愛の夢　(JUNE、4月号)
- パースペクティブキッド 病院の午後　(JUNE、5月号)
- パースペクティブキッド パルメランの孤独　(JUNE、6月号)
- パースペクティブキッド 突き棒を蹴って棘を得る　(JUNE、7月号)
- パースペクティブキッド 温室の中の秘事　(JUNE、8月号)

## 出演

### テレビ
- 週刊テレビ広辞苑（1988年 - 1989年、読売テレビ）
- タモリ倶楽部（テレビ朝日）
- ジャングルTV 〜タモリの法則〜（TBS、コーナー出演のみ）
- バスDEコロコロ（1998年～2000年、関西テレビ）
- EXテレビ（読売テレビ）
- 大阪ほんわかテレビ（読売テレビ）
- 穴ねのね（2001年 - 2002年、関西テレビ）
- 裸でご免なさい（関西テレビ、1991年、植岡喜晴演出・脚本）久内役 - 原作も担当
- 伝説音舗うれる堂（日本テレビ、2000年）
- 東京ぬけ道ガール（日本テレビ、2002年）
- リモート（日本テレビ、2002年）第3・4話 高森 役
- UMEKA24第18回 「秋のUMEKA絵画展～吉本絵ウマイ芸人大集合～」（関西テレビ）※2007年10月22日
- 東京少女 岡本杏理 第3話「私の唇バニラ味」（BS-i）※2008年8月16日
- ケンコバのバコバコテレビ（サンテレビ）

### 映画
- 夢で逢いましょう（1984年） 監督・植岡喜晴
- メイン・テーマ（1984年） 監督・森田芳光
- 精霊のささやき（1987年） 監督・植岡喜晴
- バカヤロー!4 YOU! お前のことだよ第二話「カラダだけの男」（1991年） 監督・加藤良一
- BeRLiN（1995年） 監督・利重剛
- ビリケン（1996年） 監督・阪本順治
- 理髪店主のかなしみ（2002年） 監督・廣木隆
- ジャーマン＋雨（2007年） 監督・横浜聡子

### CM
- ミスタードーナッツ（1986年） 明石家さんま・片桐はいり・ダウンタウンと共演。

### ビデオ
- おじ様しつこすぎるわ――こねくりまわし京都百景 平口広美監督（雪野美亜主演、ビックマン）

## 作品の映画化
- 快楽学園 禁じられた遊び（1980年） 監督神代辰巳
- 理髪店主のかなしみ（2002年） 監督廣木隆

## 作品のゲーム化
- アソコの幸福（ツァイト）

## キャラクターデザイン
- モノポリー (スーパーファミコン)（1993年）

## 関連人物
- 植岡喜晴（1980年前後の関西の自主映画シーンの中心的監督。代表作『夢で逢いましょう』は、ひさうちが主演）
- 森下裕美（アシスタントではなく、ひさうちのところに遊びに来たときに一度仕事を少し手伝ってもらっただけとのこと）
- 中島らも（単行本の挿絵、対談など。また中島主催の劇団リリパットアーミーに、ひさうちは俳優として参加していた）
- ツァイト（ひさうちの作品「アソコの幸福」をゲーム化した）